# M108 (obuseiro autopropulsado)

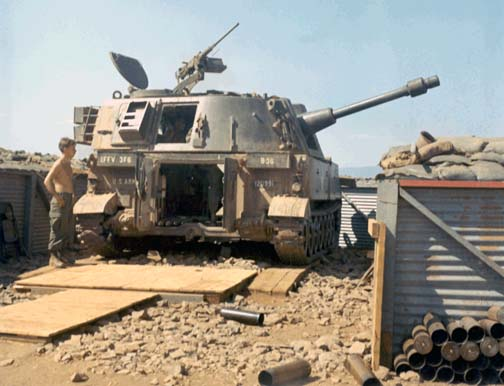
Um M108 no Vietnã.

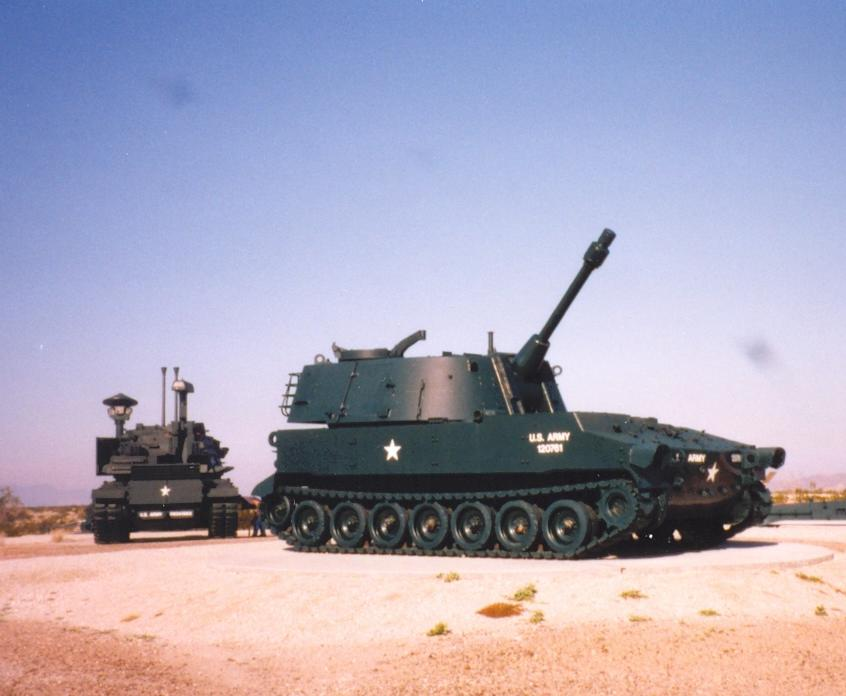
Um M108 (direita) ao lado de um M247.

O M108 Howitzer é um tanque americano de artilharia (automotora) com um canhão howitzer de 105 mm, introduzido no serviço ativo na década de 1960.
O M108 tinha um motor Detroit Diesel de 8 cilindros 8V-71T de 405 hp. Ele usa um design e peças similares aos blindados M109 e M-113. O M108 começou a ser retirado do serviço pelos Estados Unidos após a Guerra do Vietnã. Outros países também começaram a aposenta-lo, em favor do mais moderno e poderoso M109 de 155 mm.

## Utilizadores
- Chile: 21 M108 VBCL
- Uruguai: 10 M108AP

Aposentados
- Bélgica: 90
- Brasil: 72 M108AP
- Espanha: 48
- Taiwan: 100
- Turquia: 26 M108T[2]
- Estados Unidos
- Tunísia: 48